# Adiós, primos
Adiós, primos es una novela del escritor iraquí Muhsin Al-Ramli, editada en Madrid en 2014 por la editorial Vebum .
Es una obra de remembranzas y de crítica a la dictadura Saddam Hussein a través de las historias de una familia de campesinos pobres. Aborda los entresijos de la familia y del nacionalismo, el amor, el odio, el deseo de venganza, la sobrevivencia, el sueño de vivir en paz y con dignidad; lo trágico y lo cómico de la existencia. Publicada inicialmente en árabe, en El Cairo en 2000 y en Baréin en 2014; y traducida al inglés (con el título Scattered Crumbsganó en 2002 el premio Arabic Translation Award de la Universidad de Arkansas. Forma parte de los programas de enseñanza en varias universidades internacionales como la Cadi Ayyad de Marruecos, Michigan, Harvard, Babel y en la Universidad de Londres.